# Bartosz Jabłoński
Bartosz Jabłoński – dyplomata, instruktor harcerski w stopniu harcmistrza Związku Harcerstwa Polskiego.

## Życiorys
Był drużynowym drużyny Harcerskiej Służby Polsce Socjalistycznej w Liceum Ogólnokształcącym im. Stefana Czarnieckiego na warszawskim Bródnie (Hufiec ZHP Warszawa-Praga-Północ). W latach 80. był członkiem Rady Naczelnej. W okresie od 22 stycznia 1989 do 15 maja 1993 pełnił funkcję komendanta Chorągwi Stołecznej ZHP, w latach 90. był też członkiem Centralnej Komisji Rewizyjnej ZHP. Następnie był dyrektorem i redaktorem naczelnym Rozgłośni Harcerskiej.
Pracownik Ministerstwa Spraw Zagranicznych. Był konsulem w Toronto oraz I radcą i konsulem RP - kierownikiem wydziału (referatu) konsularnego w ambasadach RP na Łotwie, Ukrainie, w Kazachstanie i w Armenii.